# Zwicky & Co.

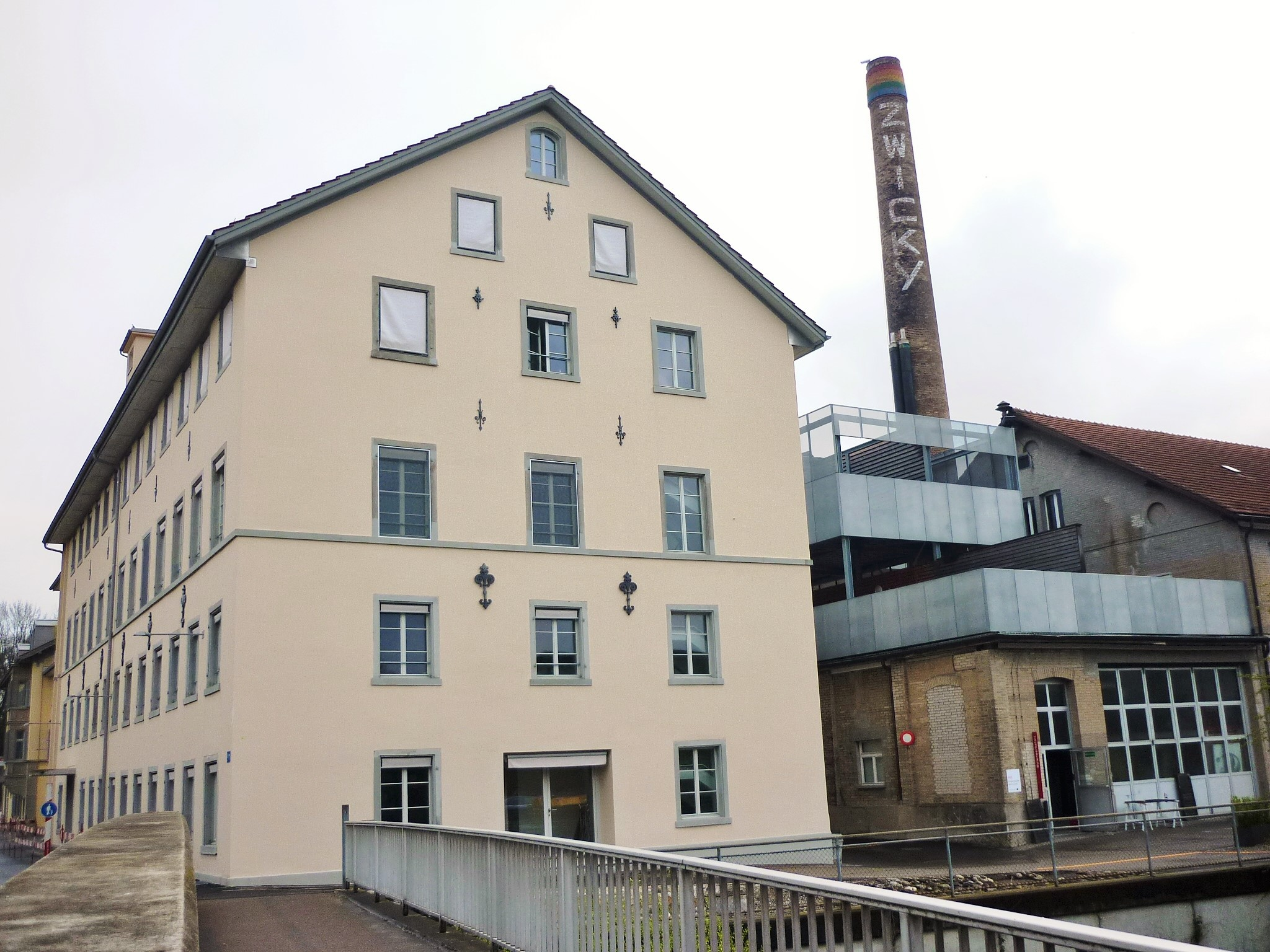
Zwicky-Fabrikgebäude

Zwicky & Co. (heute Zwicky & Co. AG) wurde 1840 in Wallisellen (Kanton Zürich, Schweiz) als Seiden- und Baumwollzwirnerei gegründet. Das Unternehmen wurde im 19. und 20. Jahrhundert zu einem weltbekannten Hersteller von Nähfäden und Seidenzwirnen.

## Geschichte
Jakob Brecker-Locher kaufte 1838 die 1832 errichtete mechanische Schlosserwerkstätte «Neugut» in Wallisellen und richtete darin 1839 eine Spinnerei ein. 1839 erhielt er vom Zürcher Regierungsrat das Recht, das Wasser des Chriesbachs in Wallisellen für das Wasserwerk seiner Spinnerei zu nutzen. 1840 verkaufte er die Spinnerei an die Zürcher Firmen David Römer-Schinz & Co. sowie Hans Conrad Pestalozzi (1793–1860) & Söhne.
1841 pachtete Johann Caspar Guggenbühl (1799–1862) die Seiden- und Baumwollzwirnerei Neugut an der Glatt bei Wallisellen und baute sie 1841 bis 1847 zu einer vierteiligen Gebäudegruppe mit Produktionsstätte und Wohnhaus aus. Er erwarb die Zwirnerei 1851 und 1858 und baute sie mit Färberei, Gasfabrik und Kosthäuser zu einem bedeutenden Bauensemble der Zürcher Industriegeschichte aus.
1851 stellte Guggenbühl den Antrag, einen neuen erweiterten Fabrikkanal zu bauen, um die Wasserkraft der Glatt nutzen zu können. Glatt und Chriesbach versorgen mittels einer Turbine den Betrieb mit Energie. Das Unternehmen profitierte von der damaligen Leitindustrie, der Textilbranche, produzierte aber keine Stoffe, sondern Fäden. 1855 waren 315 Arbeiterinnen und Arbeiter beschäftigt und lange Zeit war sie der grösste Arbeitgeber in Wallisellen. Guggenbühl eröffnete 1859 eine erste Filiale in Frauenfeld. 
Sein Sohn Johann Jakob Guggenbühl (1824–1886) führte das Unternehmen 1861 weiter. Neben der Seidenzwirnerzeugung für die Weberei wurde der Verkauf von Stick- und Nähseide ausgebaut. Bis 1865 wurde die Fabrikanlage umgebaut und modernisiert. Um das zeitaufwändige Winden und Putzen der groben japanischen und chinesischen Seide effizienter abwickeln zu können, wurden diese Arbeiten an Heimarbeiter oder externe Windereigebäude im Kanton Zürich ausgelagert, die mit Hunderten von kleinen Windemaschinen ausgestattet wurden. Ende des 19. Jahrhunderts wurde diese Heimarbeit wieder aufgegeben, weil die Seide aus Kostengründen bereits in Japan und China vorveredelt wurde.

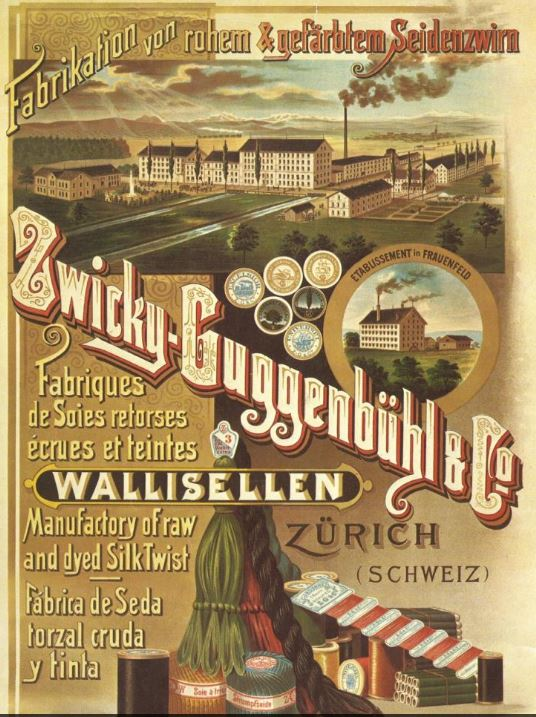
Zwicky-Guggenbühl

1886 übernahm Fritz (Fridolin) Zwicky-Guggenbühl (1853–1941), der Schwiegersohn von Johann Jakob, die seit 1838 bestehende Seidenzwirnerei und Färberei und wurde deren Namensgeber. Er liess 1902 neue Produktionsgebäude und die grosse Zwirnerei erstellen (heute sichtbarer Bestand). Für Knopfloch-, Stick- und Webfäden wurde die glänzende Realseide verwendet, zum Nähen kam eher die matte Schappeseide zum Einsatz, da sie wegen ihrer Haarigkeit die Nadel der Nähmaschine besser kühlt.
Es kam eine weitere Produktionsstätte in Fällanden dazu. Wegen der hohen Zölle nach 1914 wurden zudem Filialen und Fabrikationsstätten in Frankreich (Paris 1898, Lyon 1908, Hégenheim 1920), Österreich (Wien), der Tschechoslowakei (Prag), Polen (Krakau), Ungarn, Rumänien (Bukarest), Jugoslawien, später in Deutschland (Gotha, später Pirmasens) und ein Verkaufsbüro in England gegründet. Zwicky war während 38 Jahren Präsident des Vereins schweizerischer Seidenzwirner.
Kurz vor dem Ersten Weltkrieg traten Fritz Zwickys Sohn Ernst sowie Schwiegersohn Carl Adolf Burckhardt als Teilhaber in das Unternehmen ein. Ernst Zwicky liess 1930 auf dem Areal in Wallisellen durch den Architekten Gustav Gull eine noch erhaltene Fabrikantenvilla erstellen. Das Unternehmen wuchs rasch und investierte in die Entwicklung neuer Produkte. 1940 beschäftigte das Unternehmen 300 Mitarbeiter.
Während des Zweiten Weltkriegs wurde die Firma von der Krise erfasst, die erst mit dem Aufschwung nach 1945 überwunden werden konnte. Das Gothaer Werk kam in der DDR unter Zwangsverwaltung und musste durch eine neue Fabrik in Pirmasens ersetzt werden. 
In den 1960er Jahren übernahmen die Söhne Dieter Zwicky und Christoph Burckhardt die Firmenleitung. Der erfolgreiche Export erforderte 1960 den Bau eines neuen Zwirnereigebäudes mit grösserer Kapazität. Die Kunstfaser fand ihren Einzug und begann die Seiden- und Baumwollfäden zu ersetzen. Die Absenkung der Glatt wegen des Autobahnbaus von 1973 führte zum Verlust der Wasserkraft. 1982 wurde die Kollektivgesellschaft in eine Aktiengesellschaft umgewandelt. Nach der Pensionierung von Christoph Burckhardt und dem überraschenden Tod von Dieter Zwicky im Jahr 1988 übernahm Sohn Peter Zwicky die Führung des Unternehmens. 
Die allgemeine Verlagerung der Textilproduktion in Tieflohnländer traf einmal mehr trotz hervorragenden Produkten und bestem Service auch den Nähfadenlieferanten Zwicky. In den 1990er Jahren wurden als Folge davon mehrere Standorte geschlossen (Wien, Fällanden und auch Frauenfeld). Anfang der 1990er Jahre produzierte die Firma in ihren Fabrikationsbetrieben insgesamt noch etwa 150 Tonnen Seidenfaden und 250 Tonnen Nähfaden. Wenige Jahre später wurde die Fabrikation von Webseide aufgegeben und diejenige der Nähfäden auf Wallisellen, Hégenheim und Pirmasens konzentriert. Neben den bekannten Nähfäden für Haushalt und Bekleidung entwickelte Zwicky Spezialprodukte für die Automobilindustrie, insbesondere für das Nähen von Airbags. Die Auslagerung der Textilproduktion in Billiglohnländer ging allerdings weiter. Der Kundenstamm wurde immer kleiner, ein unabhängiges Überleben war kaum mehr denkbar. Spätestens Mitte der 1990er Jahre war klar, dass der Produktionsstandort Wallisellen am unmittelbaren Rand der Stadt Zürich keine langfristige Perspektive mehr bieten konnte. Ein Pilotprojekt zeigte, dass die vorhandenen Gebäude auf dem 22 ha grossen Areal erfolgreich umgebaut und vermietet werden konnten. Im Jahr 2000 beschäftigte der automatisierte Betrieb noch rund 50 Personen.
2001 wurde das operative Geschäft vom Konkurrenten Gütermann übernommen und eine Umnutzung des Areals eingeleitet. Peter Zwicky übernahm die Führung der kombinierten Firmengruppe und begleitete noch einige Jahre die Entwicklung des Zwicky-Areals. 2003 wurde ein erster privater Gestaltungsplan genehmigt und danach drei grosse Bauprojekte realisiert. 2008 übernahm Peter Zwickys Schwester Monica Zwicky die operative Führung des Areals. Danach entstand ein zweiter Gestaltungsplan, der dem grösseren Bedürfnis nach Wohnen gerecht wurde und einige Probleme des ersten Plans verbesserte. Seither sind zahlreiche weitere Um- und Neubauprojekte realisiert worden. Peter und Monica Zwicky rechnen damit, dass 2022[veraltet] die Umnutzung des Areals abgeschlossen ist. Aus dem alten Industrieareal ist dann ein lebendiges und attraktives neues Stadtquartier zwischen Wallisellen und Dübendorf geworden. Zahlreiche Gebäude aus der alten Zeit verweisen aber noch auf die einstige industrielle Vergangenheit.